# Vanilla chamissonis
Vanilla chamissonis ist eine Pflanzenart aus der Gattung Vanille (Vanilla) in der Familie der Orchideen (Orchidaceae). Die Kletterpflanze hat ihr Verbreitungsgebiet in Südamerika.

## Beschreibung

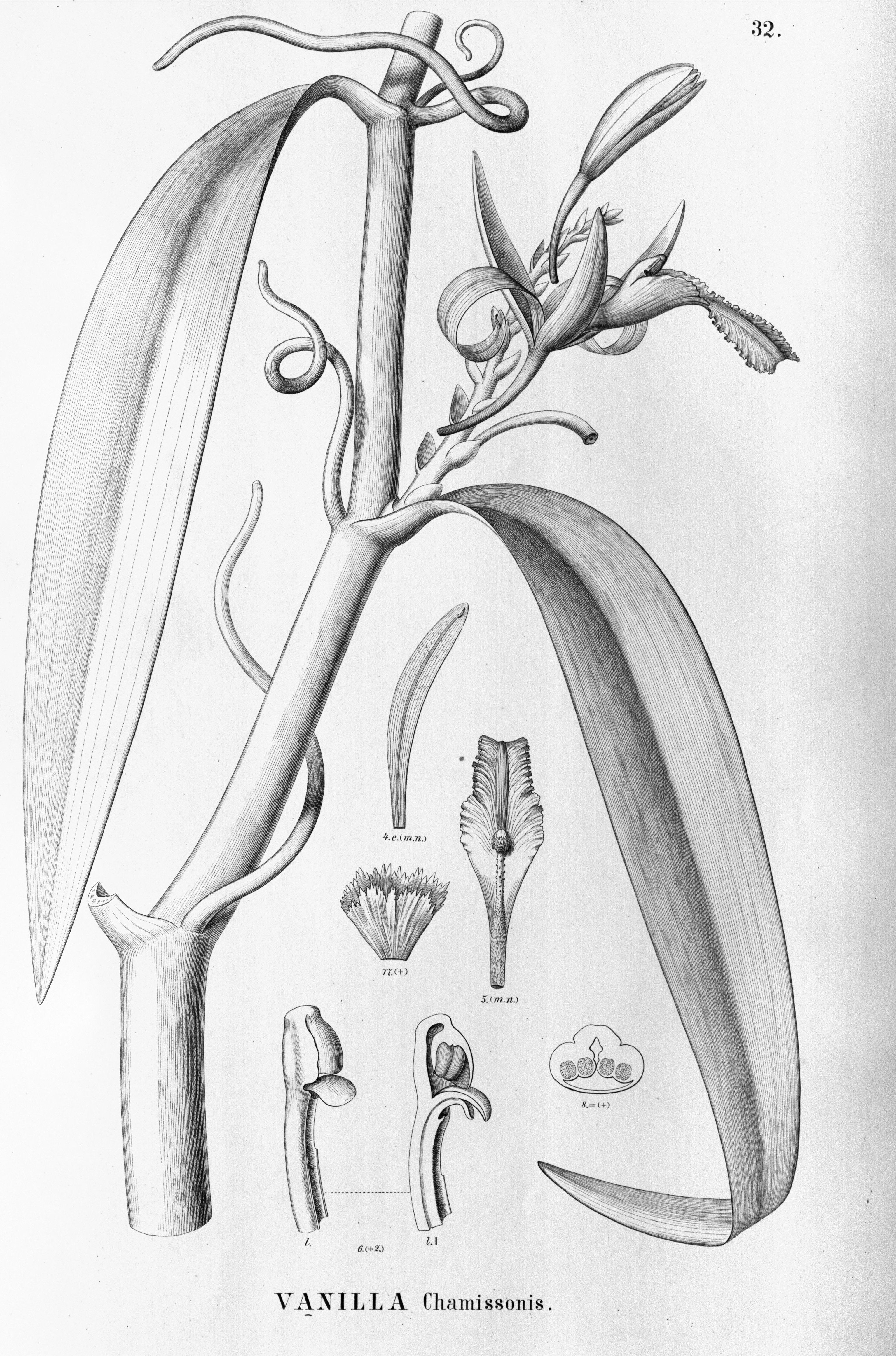
Illustration aus Martius' Flora Brasiliensis

Vanilla chamissonis ist eine immergrüne Kletterpflanze. Die Sprossachse ist fleischig, im Querschnitt rund, mit einem Durchmesser von 1,5 bis 2,5 Zentimeter sehr dick für eine Vanille-Art. Die Sprossachse ist an den Knoten leicht geknickt und wächst in einem leichten Zick-Zack-Muster. Die Blätter sind langgestreckt oval bis lanzettlich, vorne enden sie spitz, der Blattgrund ist abrupt verschmälert. Der Blattstiel ist 1 Zentimeter lang, die Blattlänge beträgt 17 bis 30 Zentimeter, die Breite 2,5 bis 5,5 Zentimeter. Der Blattrand ist leicht nach unten gebogen.
Die Blütenstandsachse wird 8 bis 12 Zentimeter lang und trägt 10 bis 20 große Blüten. Die Tragblätter sind 0,3 bis 1,2 Zentimeter lang und bis 0,3 Zentimeter breit, länglich und konkav geformt, stumpf endend. Der Fruchtknoten ist 4 bis 5 Zentimeter lang. Die Sepalen und seitlichen Petalen sind lanzettlich. Die äußeren Blütenblätter werden 5 bis 6 Zentimeter lang bei 0,9 bis 1,2 Zentimeter Breite, die inneren Blütenblätter sind etwas länger und schmaler. Die Lippe ist mit 7 bis 7,5 Zentimeter noch etwas länger, dreilappig, der vordere Rand ist gewellt. Auffällig ist der lange mittlere Lappen der Lippe. Mittig auf der Lippe verlaufen längs einige verdickte Adern, mitten auf der Lippe sitzt ein Haarbüschel. Die Säule wird 3 bis 4 Zentimeter lang, vorne ist sie mit zwei seitlichen Anhängseln versehen, ihre Unterseite ist samtig behaart. Die süß aromatisch riechende, zur Reife dunkelbraune Frucht erreicht 13 bis 15 Zentimeter Länge, im Querschnitt ist sie leicht dreieckig und misst 2 Zentimeter.
Eine Bestäubung durch die Fledermäuse Artibeus jamaicensis und Glossophaga soricina wurde beobachtet.

## Verbreitung
Vanilla chamissonis ist aus Brasilien nachgewiesen.

## Systematik und Botanische Geschichte
Diese Orchideenart beschrieb Johann Friedrich Klotzsch im Jahre 1846 zu Ehren von Adelbert von Chamisso. Innerhalb der Gattung Vanilla wird Vanilla chamissonis in die Untergattung Xanata und dort in die Sektion Xanata, die nur Arten der Neotropis enthält, eingeordnet. Während Vanilla vellozii häufig nur als Varietät von Vanilla chamissonis angesehen wird, ist sie nach Soto Arenas und Cribb eine eigenständige Art. Weitere verwandte Arten sind Vanilla calyculata, Vanilla columbiana, Vanilla grandiflora, Vanilla pompona und Vanilla pseudopompona.